# 김희정 (1971년)
김희정(金姬廷, 1971년 4월 13일~)은 대한민국의 정치인이다. 제17·19·22대 국회의원(부산 연제구)이다. 2010년 한국인터넷진흥원장, 이명박 정부 대통령실 대변인(2010. 8.~2011. 6.), 박근혜 정부 여성가족부 장관(2014. 7.~2016. 1.)을 역임하였다. 부산광역시 서구 서대신동 출생이다.
1987년 2월 이사벨중학교, 1990년 대명여자고등학교, 1994년 연세대학교 정치외교학과를 졸업하였다. 1990년 중반 처음 정당생활을 시작하였다. 2004년부터 2005년까지 정당생활을 시작하면서부터 낙후된 당내 IT환경을 개선, 직접 당 홈페이지 개설, 전자당원관리 시스템 구축 등 디지털정당위원장으로서 IT분야의 선도역할을 해온 대한민국의 정치인이었다.
2004년 제17대 한나라당 부산 연제구 국회의원에 당선되어 대한민국 의정사상 최연소 여성 국회의원이 되었다. 휴대전화 요금 인하와 인터넷 개인정보 유출 방지 요구 등 통신 분야에서 활약하였다. 2007년 국회의 방송통신특별위원회 위원이었고, 한나라당 대통령 경선에서는 2007년 한나라당 대통령 경선에서 이명박 후보를 지지했다.
2008년 18대 총선에서 한나라당에게 지역구 공천을 받아서 출마해서 초반 2배가 넘는 지지율을 보여줬으나 연제구청장을 역임한 친박연대의 박대해가 역전하면서 낙선하였다. 2009년 6월까지, 연세대학교 행정대학원 겸임교수와 부산대학교 산학협력단 초빙교수, 한나라당 원내 부대표를 맡았다. 2009년 7월 한국정보보호진흥원, 한국인터넷진흥원, 정보통신국제협력진흥원을 통합해 탄생한 한국인터넷진흥원 초대 원장으로 취임했다. 2010년 7월 13일 이명박 정부 청와대 대변인으로 내정되었다. 2012년 제19대 총선에서 부산 연제구에서 당선되었다.2014년 7월 16일 박근혜 정부 여성가족부 장관으로 임명되었다. 2016년 제20대 총선에서 부산 연제구에 출마, 낙선하였다.
2024년 4월 제22대 총선에서 부산 연제구에 출마, 당선되었다.

## 학력
- 1987년 이사벨중학교 졸업
- 1990년 대명여자고등학교 졸업
- 1994년 연세대학교 정치외교학 학사
- 1998년 연세대학교 대학원 정치학 석사
- 2002년 연세대학교 대학원 정치학 박사과정 수료

## 약력
- 연세대학교 총동문회 상임 이사
- 연세대학교 동서문제연구원 연구원
- 한국의회발전연구회 연구원
- 한나라당 제2창당 준비위원
- 한나라당 차세대 여성위원회 부위원장
- 한나라당 중앙당 부대변인
- 한나라당 부산광역시당 선거대책위원회 대변인
- 2004년 5월~2008년 5월 제17대 국회의원(부산 연제구, 한나라당, 초선)
- 한나라당 부산광역시당 연제구 당원협의회 위원장
- 2007년~2010년 연세대학교 행정대학원 겸임교수
- 2008년 제18대 국회의원 낙선
- 2008년~2009년 부산대학교 산학협력단 초빙교수
- 2008년 사이언스 아카데미 명예학장
- 2009년 7월~2010년 7월 한국인터넷진흥원장 취임
- 2010년 8월~2011년 6월 대통령실 대변인
- 새누리당 정책위원회 부의장
- 2012년 5월~2016년 5월 제19대 국회의원(부산 연제구, 새누리당, 재선)
- 2013년 5월~2015년 5월 : 한국여성의정 이사
- 2014년 7월 16일~2016년 1월 12일 제4대 여성가족부 장관
- 새누리당 부산광역시당 연제구 당원협의회 위원장
- 2016년 제20대 국회의원 낙선
- 2016년 9월 부산대학교 국제전문대학원 석좌교수
- 자유한국당 부산광역시당 연제구 당원협의회 위원장
- 2019년 1월~2019년 2월: 자유한국당 2.27 전대 선관위 위원
- 2019년 6월: 보수의 새길 ABC 운영위원
- 2020년 5월~2023년 5월 : 한국여성의정 이사
- 2021년 1월~2021년 3월: 국민의힘 4.7 재보궐선거 서울시장 나경원 예비후보 캠프 총괄선거대책위원장
- 2021년 8월~2021년 11월: 국민의힘 윤석열 제20대 대통령 선거 예비후보 국민캠프 학부모대책특별위원회 위원장
- 2022년 1월~2022년 3월 국민의힘 부산 살리는 선거대책위원회 저출산고령화대책특별위원장
- 2023년 5월~: 한국여성의정 공동대표
- 2024년 3월~2024년 4월: 제22대 총선 국민의힘 부산광역시당 선거대책위원회 여성총괄본부장
- 2024년 5월~: 제22대 국회의원(부산 연제구, 국민의힘, 3선)
  - 2024년 6월~: 제22대 국회 전반기 국토교통위원회 위원
    - 제22대 국회 전반기 국토교통위원회 교통법안심사소위원회 위원
    - 제22대 국회 전반기 국토교통위원회 예산결산기금심사소위원회 위원

  - 국가교통혁신망포럼 구성의원
  - 디지털경제3.0포럼 구성의원
  - 국회인구전략포럼 2.0 대표의원
  - 2025년 6월~2025년 7월: 제22대 국회 국무총리(김민석) 임명동의에 관한 인사청문특별위원회 위원
- 2024년 5월~: 국민의힘 부산광역시당 연제구 당원협의회 위원장
- 2024년 6월~2024년 7월: 국민의힘 정책위원회 산하 시급한 민생 현안 해결을 위한 문화체육관광특별위원회 위원장
- 2024년 9월~2024년 10월: 국민의힘 부산광역시당 10.16 금정구청장 보궐선거 선거대책위원회 공동선대위원장 겸 여성본부장
- 2024년 9월~: 국민의힘 호남동행 국회의원 발대식 명예의원(전라남도 보성군)
- 2024년 12월~: 국민의힘 제주공항 여객기 사고 수습 TF 위원
- 2025년 4월~2025년 5월: 국민의힘 제21대 대통령 선거준비위원회 위원
- 2025년 4월~: 국민의힘 SKT 소비자 권익 및 개인정보보호 태스크포스 위원장
- 2025년 5월~2025년 6월: 제21대 대통령 선거 국민의힘 김문수 대통령 후보 부산 선거대책위원회 공동선거대책위원장 겸 여성총괄본부장
- 2025년 5월~2025년 6월: 제21대 대통령 선거 국민의힘 김문수 대통령 후보 방송토론기획본부장

## 수상
- 2004년 한국여성유권자연맹 여성정치 발전인상
- 2004년 국정감사 우수국회의원상
- 2005년 국회의원 우수 홈페이지상
- 2005년 국정감사 우수국회의원상
- 2006년 미래의 여성지도자상
- 2006년 국정감사 우수국회의원상
- 2007년 전국지역신문협회 국회의원부문 의정대상
- 2007년 부산여성단체협의회 부산여성발전 공로상
- 2007년 국정감사 우수국회의원상
- 2007년 아시아 21 펠로 24인상
- 2008년 부산여성단체협의회 부산여성발전 공로상
- 2008년 제17대 국회의정평가 여성유권자가 뽑은 우수정치인상
- 2008년 국정감사 우수국회의원상
- 2012년 국정감사NGO 모니터단 국정감사 우수국회의원

## 역대 선거 결과
|  | 53.72% |

|  | 41.32% |

|  | 48.99% |

|  | 48.39% |

|  | 54.41% |

## 소속 정당
| 소속 정당 | 소속 정당  | 소속 기간 | 비고      |
| --------- | ---------- | --------- | --------- |
|           | 민주자유당 | 1994~1995 | 정계 입문 |
|           | 신한국당   | 1995~1997 | 당명 변경 |
|           | 한나라당   | 1997~2010 | 합당      |
|           | 무소속     | 2010~2011 | 탈당      |
|           | 한나라당   | 2011~2012 | 복당      |
|           | 새누리당   | 2012~2017 | 당명 변경 |
|           | 자유한국당 | 2017~2020 | 당명 변경 |
|           | 미래통합당 | 2020      | 합당      |
|           | 국민의힘   | 2020~현재 | 당명 변경 |

## 같이 보기
- 부산 연제구의 국회의원
- 연제구 (선거구)
- 대한민국의 여성가족부 장관